# Syr de Pavie
Pour les articles homonymes, voir San Siro.
Syr de Pavie (Syrus en latin, Siro en italien) est considéré par la tradition comme le premier évêque (épiscope) de Pavie à la fin du Ier siècle.

## Hagiographie
Sa légende, écrite au XIVe siècle dans De laudibus Papiæ (L'éloge de Pavie), raconte que Syr serait le jeune garçon qui avait apporté les cinq pains lors de l'épisode de la multiplication des pains dans les Évangiles. Il aurait suivi saint Pierre à Rome, et de là envoyé dans la plaine du Pô pour prêcher et convertir les populations, où il aurait effectué une grande œuvre missionnaire dans toutes les principales villes du nord de l'Italie.
Une autre tradition, du VIIIe siècle, fait de Syr un disciple d'Hermagoras (ou Ermagora) premier évêque d'Aquilée, lui-même disciple de saint Marc.
En compagnie de saint Juvence, il lutta contre l'arianisme.
Considéré comme saint par l'Église catholique, il est fêté le 12 septembre, même s'il ne figure plus au Martyrologe romain de l'Église.
Saint Syr est représenté en habits épiscopaux, monté sur une basilique, symbole de la victoire sur l'arianisme, ou alors en compagnie de saint Juvence. Il est le saint patron de la ville de Pavie. Ses reliques reposent dans une chapelle de la cathédrale de la ville.

## Galerie

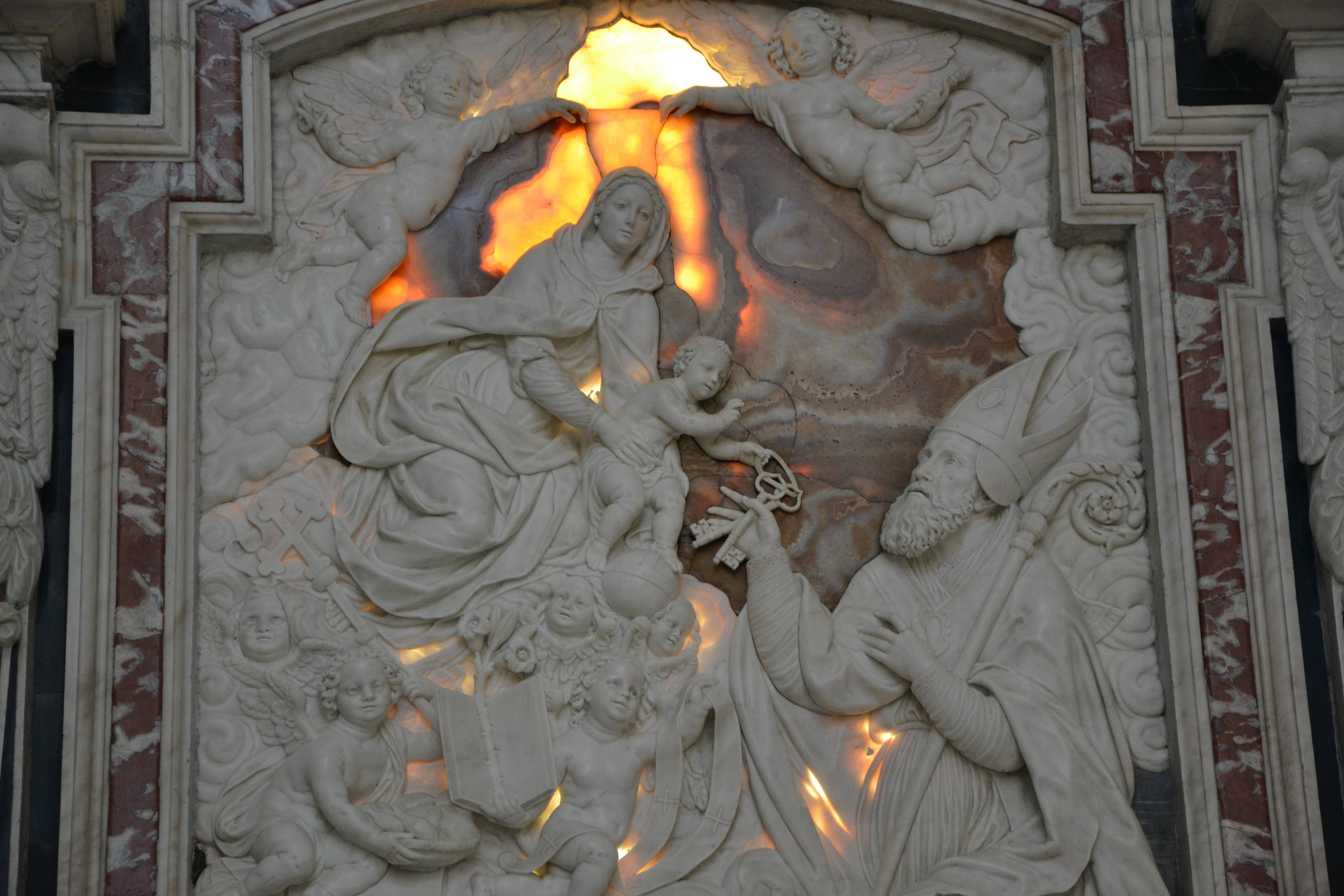
La Vierge à l'Enfant remettant les clés de la ville à Syr, autel en marbre et albâtre, chapelle Saint Syr, cathédrale de Pavie.
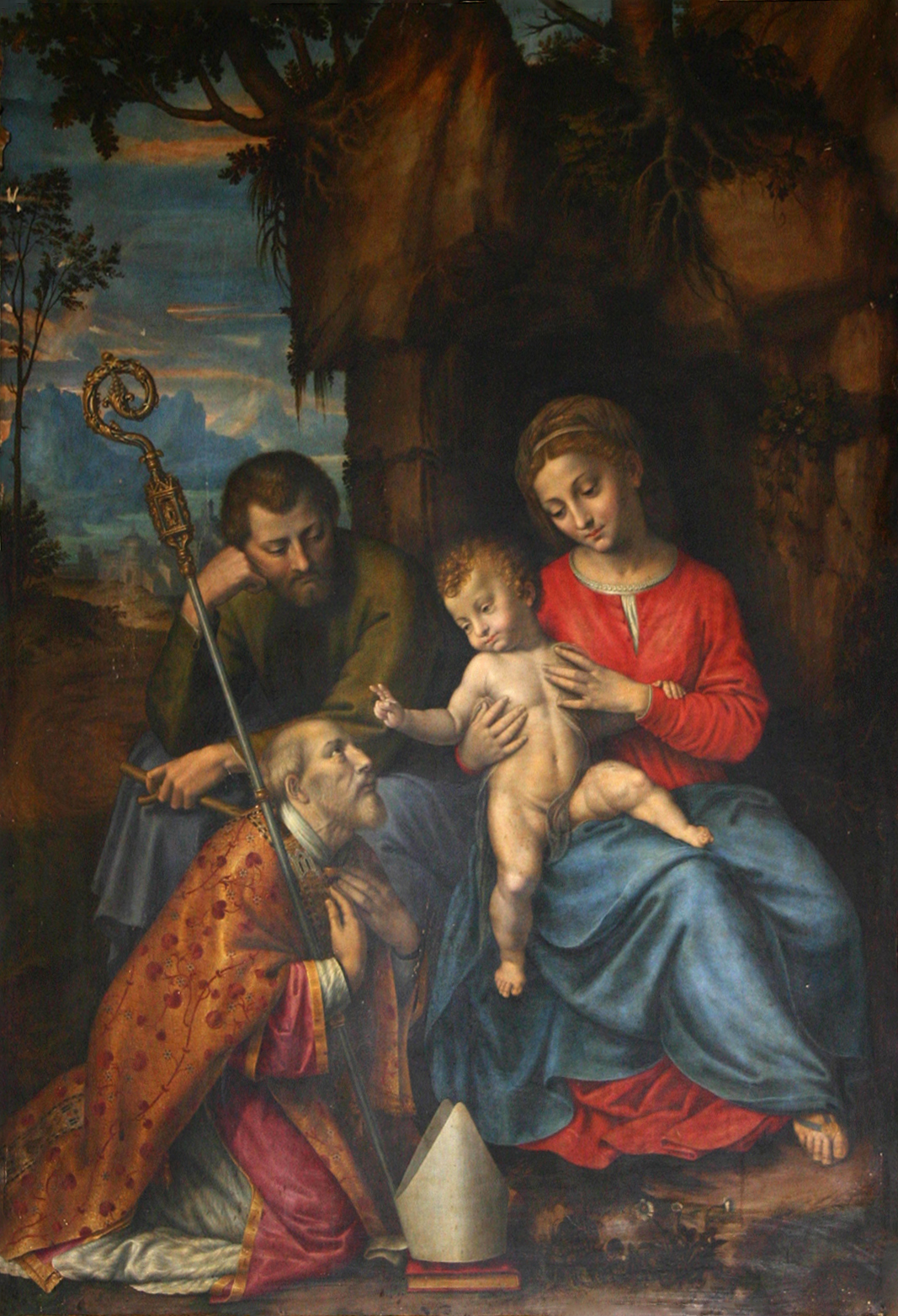
La Sainte Famille et Saint Syr, par Bernardino Campi.
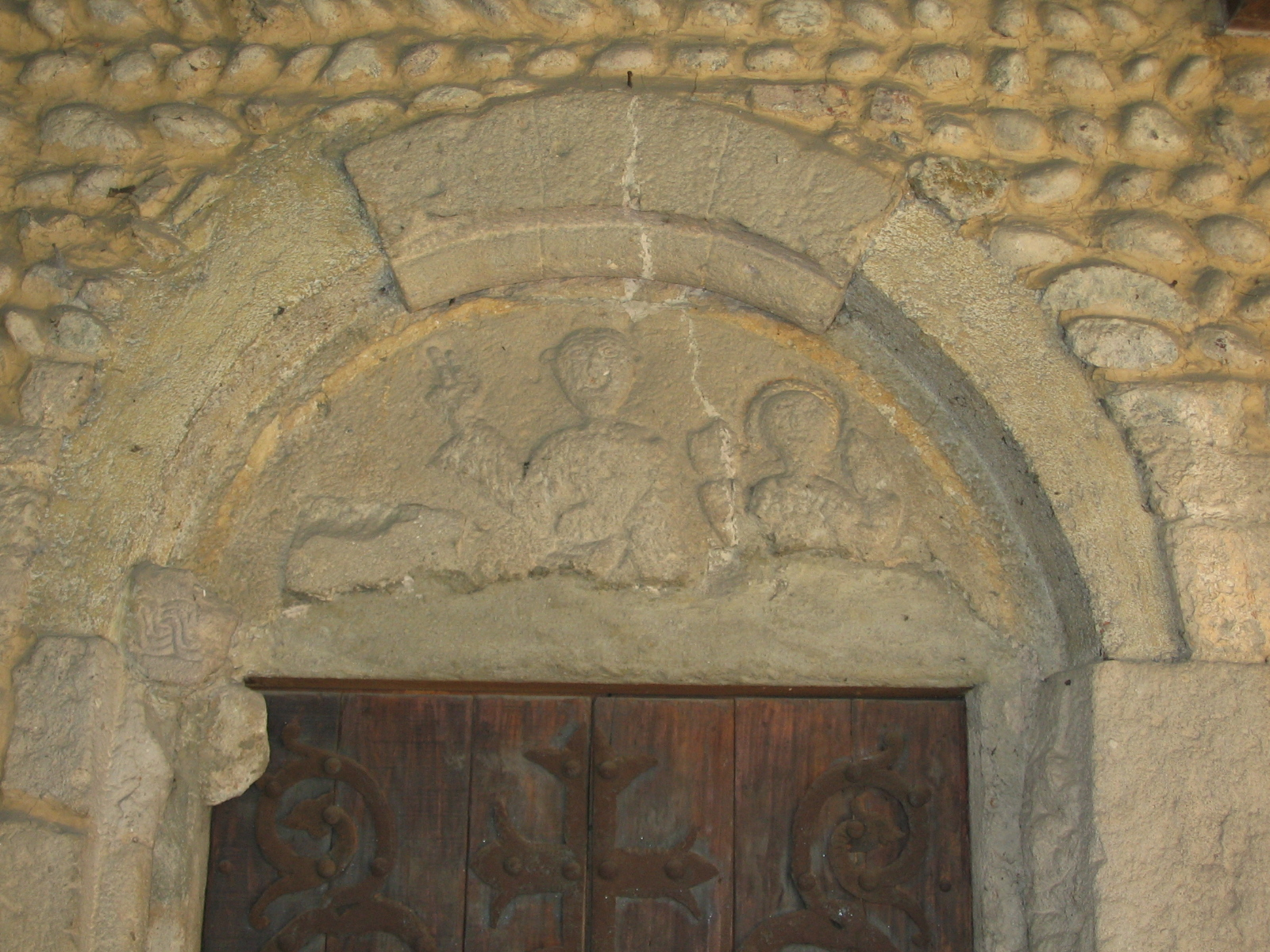
Fronton de l'église dédiée en partie à saint Syr, Capriate San Gervasio.

## Source
- (en) Cet article est partiellement ou en totalité issu de l’article de Wikipédia en anglais intitulé « Syrus of Pavia » (voir la liste des auteurs).

### Articles liés
- Liste des évêques de Pavie
- Diocèse de Pavie